# Meibomia varians
Meibomia varians là một loài thực vật có hoa trong họ Đậu. Loài này được (Labill.) Kuntze mô tả khoa học đầu tiên năm 1891.